# António Bento Bembe
António Bento Bembe (Cabinda, 24 de Abril de 1950) é um político Angolano.

## Vida política
Formado em Línguas e em Ciências de Administração Pública, Bento Bembe, foi o proeminente intérprete (ibinda, uoio, iombe, lingala, kikongo, português, inglês, "francês" ... ) da Frente de Libertação do Enclave de Cabinda, nomeadamente do Presidente da FLEC (Francisco Xavier Lubota "PAU FERRO")- FLEC-LUBOTA. Desempenhou ainda na FLEC/LUBOTA as funções de Coordenador do Núcleo das Informações do Estado-maior general e mais tarde Secretário da Mobilização e Propaganda. Foi responsável da organização e educação das massas no antigo FLEC-PM (1986-1989). FLEC criada pelos dissidentes da FLEC Lubota, Nzita Tiago (FAC) e elementos independentes. Foi secretário-geral da ex-FLEC-Renovada desde 1991 e presidente da mesma desde 1998-2002 depois deserção do antigo líder José Tiburcio Zinga Luemba. Foi presidente da FLEC-Plataforma, decorrente da transformação da FLEC-renova em 2002-2004. Foi nomeado Vice-presinte e Secretário-geral executivo da FLEC, na fusão da FLEC-Plataforma e da FLEC-Fac de Nzita Tiago decorrida na Honda em 2004.
Foi igualmente eleito presidente do Fórum Cabindês para o Diálogo (FCD) criado na ocasião da fusão (Hodanda) que integra elementos da FLEC Unida, elementos da sociedade civil de Cabinda (Igrejas de Cabinda e ONG's de Cabinda). Este órgão é reconhecido pelos signatários como único com competências e legitimidade de preparar as negociações com o Governo de Angola e tendo lhe atribuido a capacidade de indigitar a equipa negocial no quadro das conversações com Angola.
Em 2006, foi escolhido unanimemente como Chefe da Equipa dos Cabindas nas Negociações com o Governo angolano que decorreram em Brazzaville, das quais foi assinado o Memorando de Entendimento para a Paz e Reconciliação na Província de Cabinda e que prevê um Estatuto Especial para a Província de Cabinda decorrente das especificidades "histórico-geográfica e cultura da província".
Foi alfares miliciano do exército português;
É um incontornável líder vivo e activo, da história da resistência político-diplomática e militar da revolução de Cabinda. Para além de ser Presidente do Fórum Cabindês para o Diálogo(FCD), é também Secretário de Estado para os Direitos Humanos que responde directamente do Presidente da República de Angola, Eng.º José Eduardo dos Santos. Foi Ministro Sem Pasta de Angola: Acompanhava a Governação global da Província de Cabinda, a Aplicação do Estatuto Especial na mesma região e a observância pelos direitos humanos a nível da República de Angola.
Foi Coordenador do Grupo de Acompanhamento do Conselho de Ministros do Governo da República de Angola para a Província de Cabinda, É Co-Coordenador da Comissão Conjunta Governo Angolano/FCD no quadro da gestão das actividades atinentes à implementação dos acordos de paz. É General reformado das Forças Armadas Angolanas com 3 estrelas.